# Sebastián Fernández Dueñas
Sebastián Fernández Dueñas (Màlaga, 12 de juliol de 1944) va ser un ciclista espanyol que fou professional entre 1964 i 1971.

## Palmarès
- 1968
  - Vencedor d'una etapa al Cinturó a Mallorca

### Resultats a la Volta a Espanya
- 1968. Abandona
- 1970. 37è de la classificació general

### Resultats al Giro d'Itàlia
- 1970. 46è de la classificació general